# Javier Ibáñez del Campo
Javier Ibáñez del Campo (n. Linares, 27 de marzo de 1884 - m. Quillota, 9 de septiembre de 1937) fue un militar y político chileno, hermano del expresidente Carlos Ibáñez del Campo.

## Datos biográficos
Era hijo de Francisco Ibáñez Ibáñez y María Nieves del Campo Leiva. Estuvo casado con Ángela Ivanovic Roccatagliata.
En 1902 ingresó como cadete a la Escuela Militar del Libertador Bernardo O'Higgins, alcanzando el grado de coronel del Ejército de Chile. Perteneció, igual que su hermano, al Batallón Tren I. En diciembre de 1927 formó parte de la comitiva presidencial que visitó Valdivia, y fue autorizado por el presidente Ibáñez, para trabajar en esa ciudad, analizando las necesidades más importantes para someterlas a consideración del Gobierno.
Tras su retiro del Ejército militó en el Partido Demócrata, el cual presidió entre 1927 y 1931. Desde allí le dio respaldo a su hermano Carlos, siendo una de las colectividades que lo apoyó en la elección presidencial donde fue candidato único. También fue uno de los encargados de negociar los cupos parlamentarios para el llamado Congreso Termal de 1930.
Fue elegido diputado por la decimocuarta Circunscripción Departamental de Loncomilla, Linares y Parral, período 1930 a 1934; integró la Comisión Permanente de Gobierno Interior y la de Guerra y Marina. La República Socialista que estalló el 4 de junio de 1932, decretó, el día 6, la disolución del Congreso Termal.
Tras la caída del Gobierno de su hermano, Javier Ibáñez del Campo se dedicó a explotar los yacimientos de mármol de la isla Cambridge en la Región de Magallanes, actividad que venía realizando desde 1927.